# Florent Mothe
 (décembre 2020).
Si vous disposez d'ouvrages ou d'articles de référence ou si vous connaissez des sites web de qualité traitant du thème abordé ici, merci de compléter l'article en donnant les références utiles à sa vérifiabilité et en les liant à la section « Notes et références ».
Florent Mothe, né le 13 mai 1981 à Argenteuil, est un musicien et auteur-compositeur-interprète français.
Il a fait partie de la troupe de Mozart, l'opéra rock de Dove Attia et Albert Cohen de 2009 à 2014 dans laquelle il jouait le rôle d'Antonio Salieri. Il y a chanté plusieurs singles dont L'Assasymphonie, Victime de ma Victoire, Vivre à en crever (en duo avec Mikelangelo Loconte), Le Bien qui fait mal et C'est bientôt la fin (avec toute la troupe).
En 2014, il est choisi pour interpréter le célèbre roi breton dans La Légende du roi Arthur (2015-2016), aux côtés de Camille Lou, Charlie Boisseau, Fabien Incardona, David Alexis, Yamin Dib et Zaho, qui deviendra son épouse.

## Biographie

### Les débuts
Florent commence la musique à l’âge de sept ans à l'école municipale de Montigny-lès-Cormeilles. Il apprend le solfège[réf. souhaitée] et apprend à maîtriser plusieurs instruments : la flûte traversière, le piano, la basse et la guitare. Il commence le chant à l'adolescence, en participant à des groupes de musique avec ses amis.
Il fonde son premier groupe en 1996, Lost Smile avec lequel il effectue une tournée d'environ 6 ans entre la France et l'Allemagne. En même temps, il joue le savant dans la comédie musicale l'Alphoméga sur album et sur scène pour une seule représentation. Ensuite avec son deuxième groupe Ouija, il chante au Hard Rock Cafe, puis il va à Toronto au Canada où il commence une carrière en solo. Il fait des mini-concerts dans des bars au Canada, à New York au Mod Club.
Il écrit quelques chansons en solo. Joachim, Alone, Goodbye, Here We Go Again, Home Sweet Home, Song For A Lunatic, You et Your eyes verront le jour sans jamais être mises sur un album. Il enregistre aussi une reprise de Bohemian Rhapsody de Queen.

### Mozart l'opéra-rock(2009-2010)

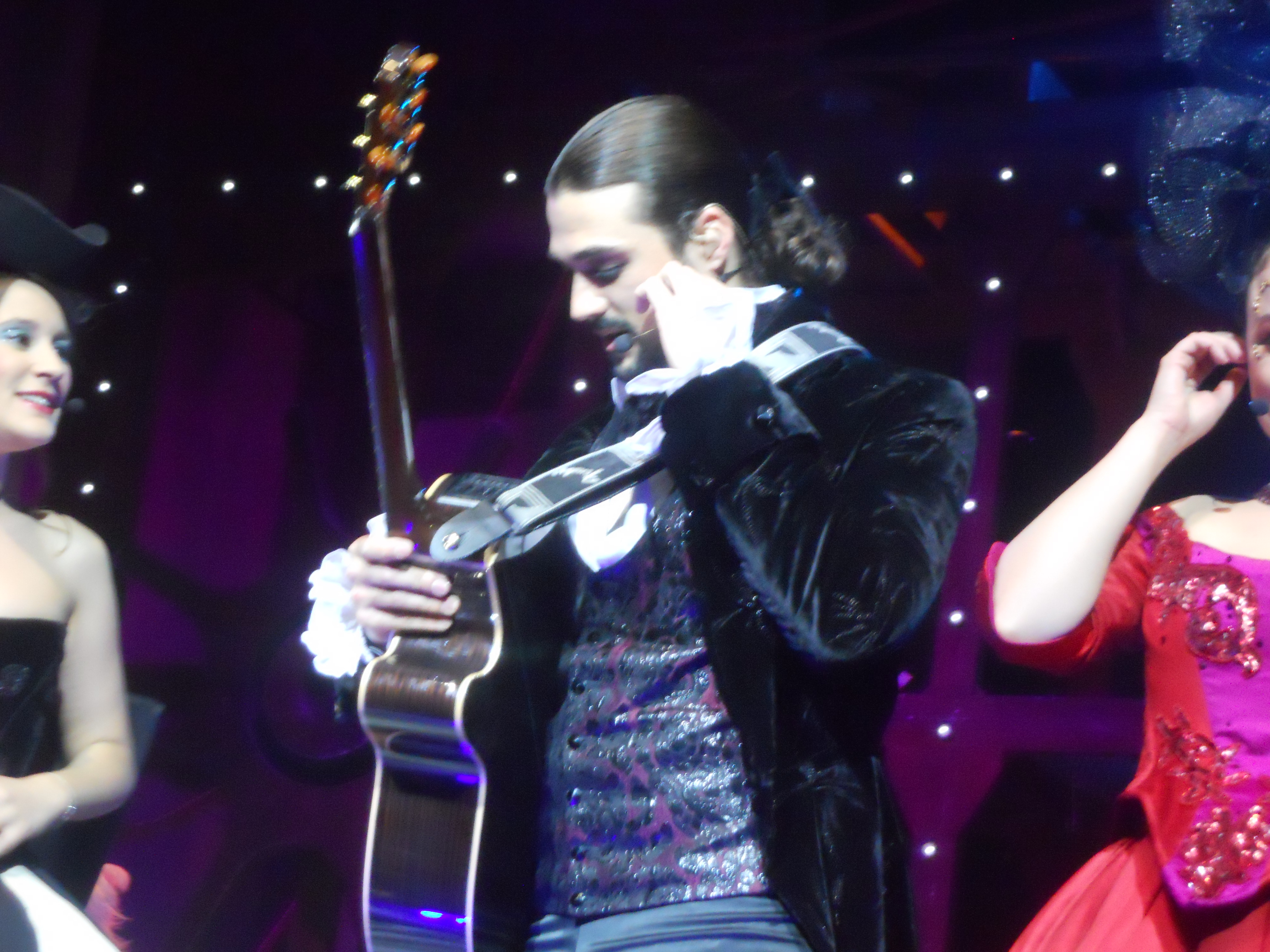
Florent Mothe lors d'une représentation de Mozart, l'opéra rock.

Grâce à ses performances sur scène et sur son Myspace où il chante principalement du jazz, il se fait remarquer par les producteurs du spectacle de Mozart, l'opéra rock, Dove Attia et Albert Cohen, qui l'invitent à passer les castings. Florent est sélectionné pour le rôle d'Antonio Salieri. Le spectacle remporte trois NRJ Music Awards 2010 dont la révélation francophone de l'année pour Florent Mothe et la chanson qu'il interprète L'Assasymphonie est élue chanson francophone de l’année.

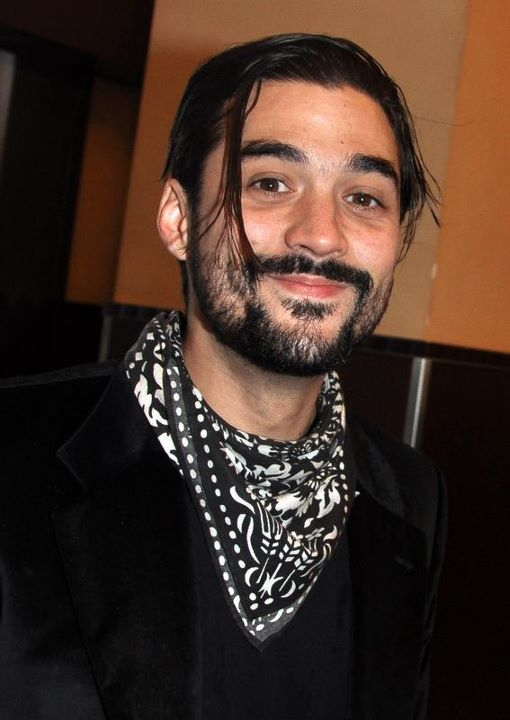
Florent Mothe aux NRJ Music Awards 2012.

Florent signe chez Warner en août 2011 pour son premier album solo.
En novembre 2012, il participe à l'album qui rend hommage à Jean-Jacques Goldman dans Génération Goldman où il chante On ira en duo avec Judith et Famille avec d'autres artistes (Corneille, M. Pokora, Shy'm, Zaz, Emmanuel Moire…).

### Rock in chair(2013)
Son premier album solo Rock in chair sort le 8 avril 2013, dont le premier single Je ne sais pas est disponible depuis le 21 janvier 2013. Le deuxième single Les blessures qui ne se voient pas sort quelques mois après et le texte est écrit par Michel Jourdan. Ce titre est une reprise de Sébastien Agius, gagnant de l'émission X Factor et interprète de Robespierre dans le spectacle musical 1789 : Les Amants de la Bastille.
Son premier concert solo se déroule à La Boule Noire à Paris le 9 avril 2013 pour son premier album Rock in Chair.
En 2013, il participe à l'émission Un air de star diffusé sur M6, où il représente l'association SOSpréma. Il finira finaliste de l'émission, Valérie Bègue remportant la compétition.
En juillet 2013, il participe au single Pour une vie, pour un rêve qui soutient l’organisation Unitaid en compagnie entre autres de Louis Delort, Mickaël Miro et Emmanuel Moire.

### La Légende du roi Arthur(2015-2016)
À partir d’octobre 2015, et après plusieurs mois de répétitions, Florent incarne le Roi Arthur dans la nouvelle comédie musicale de Dove Attia : La Légende du roi Arthur. Plus de 300 000 tickets vendus et 70 représentations au palais des congrès de Paris, suivies de plus de 50 dates en province en 2016, La légende du Roi Arthur est le succès musical de la fin d’année 2015. Plusieurs singles en sont extraits : Mon combat (Tir Nam Beo) en duo avec Zaho, Quelque chose de magique en duo avec Camille Lou et Auprès d'un autre en solo.
À l'automne 2016, il participe à la septième saison de l'émission Danse avec les stars sur TF1, aux côtés de la danseuse Candice Pascal, et termine cinquième de la compétition. Camille Lou participe aussi à l'émission.

### Danser sous la pluie(2016)
Florent Mothe sort son second album Danser sous la pluie le 2 décembre 2016. Les singles sont Quoi de neuf ? et J'attends encore.
Dans cet album, les paroles sont signées Florent et LIM.

### Billy Romance
Le 8 décembre 2021, Florent Mothe annonce sur ses réseaux son nouveau projet Billy Romance. Le premier single, Drama Queen, sort le 5 janvier 2022.
Il sera rapidement suivi de Jammin et La Barista au courant de la même année.
En 2024, il participe à la saison 6 de Mask Singer sur TF1 sous le costume de la Geishasamurai. Il est démasqué lors du sixième épisode.

### Vie privée
Florent Mothe est le cousin de Clément Parmentier, membre du duo d'humoristes Les Décaféinés.
En couple depuis 2015, il est marié avec la chanteuse Zaho avec laquelle il a eu un fils Naïm, né le 8 juin 2018,. Le 22 juin 2024, Zaho annonce être enceinte de leur deuxième enfant qui se prénomme Haroun.

## Comédies musicales
- 2008-2011 : Mozart, l'opéra rock : Antonio Salieri
- 2015-2016 : La Légende du roi Arthur : Le Roi Arthur

## Discographie

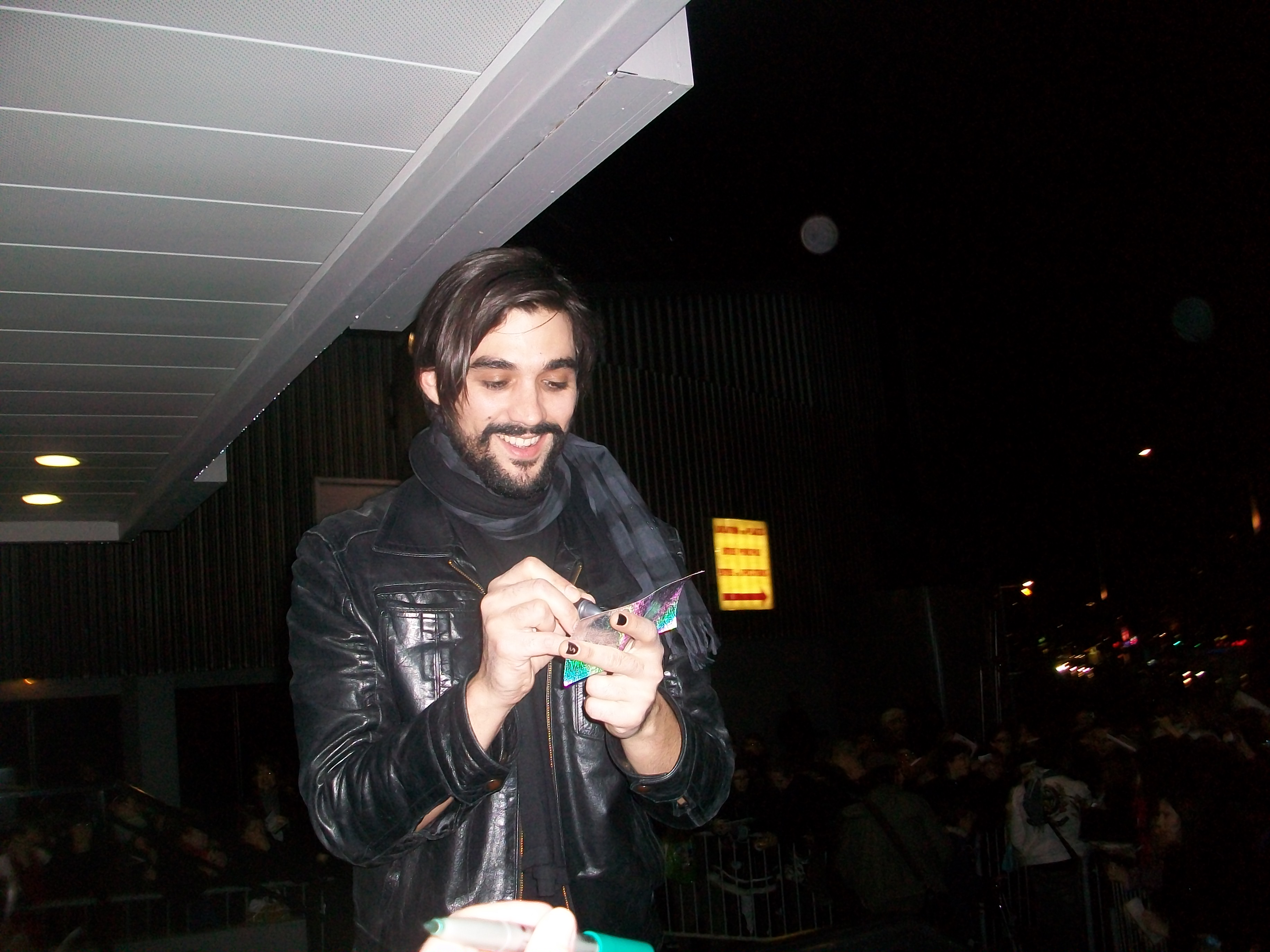
Florent Mothe après une représentation du spectacle Mozart, l'opéra rock, le 5 décembre 2009.

### Singles
- 2013 : Je ne sais pas[13]
- 2013 : Les blessures qui ne se voient pas
- 2013 : Arrête
- 2016 : Quoi de neuf ?
- 2016 : J'attends encore
- 2022 : Drama Queen
- 2022 : Jammin
- 2022 : La Barista

### Collaborations
- 2015 : Ma prière sur l'album Le Bruit de l'aube de Lilian Renaud
- 2016 : L'étoile, Les yeux au ciel, Le bonheur en face sur l'album Encore un soir de Céline Dion

### Participations
- 2011 : Des ricochets de Collectif Paris-Africa
- 2011 : Le chemin de l'Association en faveur du Japon
- 2012 : On ira avec Judith sur l'album Génération Goldman
- 2013 : Pour une vie, pour un rêve de l'association Unitaid
- 2014 : Kiss and Love pour le Sidaction
- 2017 : J'veux du soleil sur l'album de reprises Accordéons-nous[14]
- 2017 : L'Alphabet des animaux avec Natasha St Pier
- 2017 : album Chante la vie chante (Love Michel Fugain)
- 2019 : Sadness babe (avoue que tu m'aimes) avec As Animal
- 2020 : Et demain ? (Et demain ? Le collectif)

## Distinctions
| Année     | Cérémonie ou récompense | Prix                                                     | Travail nommé            | Résultat   |
| --------- | ----------------------- | -------------------------------------------------------- | ------------------------ | ---------- |
| 2010      | NRJ Music Awards 2010   | Révélation francophone de l'année                        | Lui-même                 | Lauréat    |
| 2010      | NRJ Music Awards 2010   | Groupe/duo/troupe francophone de l’année                 | Mozart, l'opéra rock     | Lauréat    |
| 2010      | NRJ Music Awards 2010   | Chanson francophone de l’année                           | L'Assasymphonie          | Lauréat    |
| 2015/2016 | NRJ Music Awards 2015   | Groupe / duo / troupe / collectif francophone de l'année | La Légende du roi Arthur | Nomination |

### Référence
1. ↑  Metro no 1733 Paris vendredi 5 février 2010 p. 20
2. ↑  « Florent Mothe en interview », sur www.chartsinfrance.net, 8 avril 2010 (consulté le 20 mai 2025)
3. ↑  « NRJ Music Awards : Mozart, l'opéra rock triomphe », sur lefigaro.fr (consulté le 28 mai 2016)
4. ↑  Laurence Gallois, « Emmanuel Moire, Louis Delort et Mickael Miro chantent pour Unitaid », sur programme.tv, 29 juillet 2013 (consulté le 29 juillet 2013).
5. ↑  « La légende du Roi Arthur en 3D à Cherbourg », sur francebleu.fr (consulté le 16 décembre 2016)
6. ↑  « Quelque chose de magique : Florent Mothe et Camille Lou chantent pour Le Roi Arthur », sur chartsinfrance.net (consulté le 2 mars 2015)
7. ↑  Danse avec les stars : Florent Mothe prend la porte, sur leparisien.fr, consulté le 16 décembre 2016.
8. ↑  J'attends encore : Florent Mothe entre dans la danse sur son nouveau single, sur fr.news.yahoo.com, consulté le 16 décembre 2016.
9. ↑  F. C., « Toulouse. Chansons burlesques », La Dépêche,‎ 24 mai 2014 (lire en ligne)
10. ↑  « Zaho en couple avec Florent Mothe, le père de son fils : ils officialisent enfin », sur purepeople.com (consulté le 19 juillet 2019).
11. ↑  « Surprise ! Zaho officialise sa relation avec Florent Mothe en postant une photo avec leur fils », sur LCI (consulté le 19 juillet 2019).
12. ↑  Claire Legrand, « Zaho et Florent Mothe attendent leur deuxième enfant ! Annonce surprise de la chanteuse, son ventre déjà très arrondi », sur purepeople.com (consulté le 24 juin 2024).
13. ↑  « Discographie de Florent Mothe », sur chartsinfrance.net (consulté le 14 avril 2015)
14. ↑  « Accordéons-nous : Elodie Frégé, Florent Mothe et Anne Sila réunis sur un album de reprises », sur chartsinfrance.net (consulté le 1er septembre 2017)